# 郭店站
郭店站是一个胶济线上的铁路车站，位于山东省济南市历城区郭店镇，建于1904年，目前为四等站，邮政编码为250109。目前客运：办理旅客乘降；行李、包裹托运；货运：办理整车货物发到；不办理危险货物发到。